# O músico maravilhoso
O músico maravilhoso (em alemão: Der wunderliche Spielmann) é um conto de fadas alemão compilado pelos Irmãos Grimm. É o conto número 8 (KHM 8). Conta a história de um rabequista que, percorrendo uma floresta, atrai os animais com sua música maravilhosa e depois os prende em armadilhas. Enquadra-se no Tipo 151 do Sistema Aarne-Thompson-Uther de classificação de contos folclóricos, sobre lições de música para animais selvagens.

## História
Um músico, percorrendo uma floresta com sua rabeca, toca músicas para se distrair, atraindo assim vários animais: primeiro um lobo, depois uma raposa e enfim uma lebre. Este pedem que lhes ensine a tocar, o músico pede que sigam suas instruções e faz com que, um por um, caiam em armadilhas. Enfim o músico encontra um ser humano, um lenhador com seu machado, mas nesse ínterim os animais conseguiram escapar e vêm em seu encalço para se vingarem. O lenhador protege o músico da fúria dos bichos.